# Jakodz
Jakodz (del ruso: Хакодзь) es un pueblo (posiólok) del raión de Maikop en la república de Adiguesia de Rusia. Está situado a orillas del río homónimo, 25 km al suroeste de Maikop y 34 km al suroeste de Maikop, la capital de la república. No tenía población constante en 2010.
Está subordinado directamente al raión.